# Pseudotriton montanus
Pseudotriton montanus es una especie de salamandra de la familia Plethodontidae.
Es endémica a los Estados Unidos de América. Se encuentra en el costado este del país, en gran parte de la costa atlántica y los valles que están junto a ella.
Sus hábitats naturales son los bosques temperados, ríos, pantanos, y manantiales de agua dulce. Se pueden encontrar adultos o jóvenes cerca de troncos caídos y rocas. Vive en zonas húmedas, como también en zonas con barro, de ahí su nombre común en inglés, "salamandra del barro" (Mud Salamander). Pega sus huevos en objetos en el agua, tales como hojas.